# MGV-176衝鋒槍
MGV-176是一款發射.22 LR子彈的衝鋒槍，此槍曾由前南斯拉夫的聯邦供應採購局生產，現轉由斯洛文尼亞的奧比斯公司生產。

## 歷史
由前南斯拉夫聯邦供應採購局生產的MGV-176於1980年代推出市場，並主要供特種部隊和警察作為個人防衛武器的用途，另外也用作出口。在南斯拉夫瓦解後，此槍轉由斯洛文尼亞的奧比斯公司生產。

## 設計
MGV-176為美國製American-180衝鋒槍的仿製品，其操作方式與American 180大致相同。該槍以自由後坐式原理和開膛待擊操作，並可選擇半自動和全自動射擊模式。與斯泰爾AUG相似，MGV-176的射擊模式也是通過扳機行程來控制的：第一道火為單發，第二道火為全自動。由於生產年代不同，該槍改用了相對先進的材料和簡化了生產工藝，因此生產成本比較低。例如機匣和握把都是用聚合物製成品，槍托也改為向下折疊的鋼絲槍托。MGV-176在握把左側有手動保險，在握把的後面還有自動握把式保險。用戶更可在其槍口上加裝快速拆卸式M88消聲器，該消聲器重約200克，並能降低約20分貝的射擊噪音。供彈系統為頂部盤形彈匣，彈盤中有三層容彈空間，可裝填161發子彈。其彈盤用半透明塑料製成，用戶可方便快速地觀察餘彈量。拋殼口在機匣底部，位於扳機護圈前方。機械瞄具由片狀準星和固定式覘孔照門組成。另外，與American-180衝鋒槍一樣，MGV-176也可配用專用的激光指示器。

## 優点/缺点
MGV-176能以每分鐘1200-1600發的高射速進行射擊，而且其後座力極低，從而提高了命中率，還有高達161發的高載彈量。另外，由於其機匣和握把都是用聚合物製成的，因此重量也較低。然而此槍卻因發射殺傷力較低的.22 LR槍彈，卻而限制了它的殺傷距離和火力。

## 法律限制
由於.22 LR子彈是當今為止最便宜，和最容易購得的槍彈，故此MGV-176能夠滿足一些對全自動武器採取較寬鬆政策的國家的一些用戶。

## 用戶
MGV-176曾在十日戰爭、波斯尼亚战争和克罗地亞独立戰爭期間被民兵使用過。但在這些剛從戰爭中獨立的國家建立自己的軍隊後，便迅速地淘汰掉火力明顯不足的MGV-176。儘管如此，斯洛文尼亞警察至今仍有裝備此槍。

## 使用國
- 塞爾維亞
- 斯洛維尼亞
- 南斯拉夫